# USS LST-198
O USS LST-198 foi um navio de guerra norte-americano da classe LST que operou durante a Segunda Guerra Mundial.